# Championnat d'Algérie de football 1999-2000
Navigation
Division National 1
1998-1999 Division National 1
2000-2001
Le championnat d'Algérie de football 1999-2000 est la 38e édition du championnat d'Algérie de football. Cette édition est organisée en une seule poule de 12 équipes.
Le CR Belouizdad remporte le titre de champion d'Algérie 2000.

## Résumé de la saison
Après deux saisons à deux groupes, le championnat revient au format classique à une seule poule. 12 équipes composent cette poule, toutes ont pris part à l'édition précédente étant donné qu'aucun club ne fut promu en début de saison. La relégation est également annulée afin de permettre l'augmentation du nombre d'équipes à 16 lors de la prochaine saison.
Le CR Belouizdad remporte le championnat et se qualifie pour la Ligue des champions de la CAF 2001. Le MC Oran, vice-champion, se qualifie pour la Coupe arabe 2001 organisée à Doha. Le MO Constantine, troisième du championnat, participera à la Coupe de la CAF 2001 aux côtés de la JS Kabylie, qualifiée d'office en sa qualité de tenante du titre. Enfin, le CR Béni Thour, pensionnaire de 3e division, remporte la Coupe d'Algérie et se qualifie donc, pour la Coupe d'Afrique des vainqueurs de coupe 2001.

## Classement final
Le classement est établi sur le barème de points suivant : une victoire vaut 3 points, un match nul 1 point et une défaite 0 point, le MOC est 2e à la suite du goal-average particulier (2-0) et (0-0).
| Rang | Équipe          | Pts | J  | G  | N  | P  | Bp | Bc | Diff |
| ---- | --------------- | --- | -- | -- | -- | -- | -- | -- | ---- |
| 1    | CR Belouizdad L | 47  | 22 | 14 | 5  | 3  | 41 | 21 | +20  |
| 2    | MO Constantine  | 38  | 22 | 11 | 5  | 6  | 27 | 20 | +7   |
| 3    | MC Oran         | 38  | 22 | 10 | 8  | 4  | 41 | 20 | +21  |
| 4    | WA Tlemcen      | 33  | 22 | 8  | 9  | 5  | 34 | 23 | +11  |
| 5    | ES Sétif        | 30  | 22 | 8  | 6  | 8  | 31 | 34 | -3   |
| 6    | JS Kabylie      | 29  | 22 | 7  | 8  | 7  | 21 | 24 | -3   |
| 7    | USM Blida       | 26  | 22 | 6  | 8  | 8  | 26 | 29 | -3   |
| 8    | CA Batna        | 26  | 22 | 7  | 5  | 10 | 24 | 34 | -10  |
| 9    | USM Annaba      | 24  | 22 | 6  | 6  | 10 | 22 | 35 | -13  |
| 10   | JSM Béjaïa      | 23  | 22 | 6  | 5  | 11 | 16 | 24 | -8   |
| 11   | MC Alger T      | 22  | 22 | 4  | 10 | 8  | 18 | 25 | -7   |
| 12   | USM Alger       | 21  | 22 | 6  | 3  | 13 | 15 | 27 | -12  |

Résultat
- Qualifié pour la Ligue des champions 2001
- Qualifié pour la Coupe arabe 2001
- Qualifié pour la Coupe de la CAF 2001

Relégation
- Pas de relégation

Abréviations
T : Tenant du titre

L : Vainqueur de la Coupe de la Ligue 1999-2000

## Meilleurs buteurs
Classement
| Rang | Joueur               | Club           | Buts |
| ---- | -------------------- | -------------- | ---- |
| 1    | Salim Lotfi Sahraoui | MO Constantine | 12   |
| 2    | Ali Meçabih          | MC Oran        | 10   |
| 2    | Saïd Boutaleb        | CR Belouizdad  | 10   |
| 2    | Farès Laouni         | WA Tlemcen     | 10   |
| 5    | Mounir Dob           | CA Batna       | 9    |
| 5    | Billal Zouani        | USM Blida      | 9    |
| 7    | Fadel Settara        | CR Belouizdad  | 7    |
| 7    | Ishak Ali Moussa     | CR Belouizdad  | 7    |
| 7    | Bachir Mecheri       | MC Oran        | 7    |
| 9    | Yacine Amaouche      | JSM Béjaïa     | 6    |
| 9    | Kamel Kherkhache     | USM Blida      | 6    |
| 9    | Hocine Gasmi         | JS Kabylie     | 6    |
| 9    | Rachid Amrane        | MC Oran        | 6    |

### Buts marqués par journée
Ce graphique représente le nombre de buts marqués lors de chaque journée. Le total est de 315 buts en 132 matches (2, 38 but par match), ce qui donne une moyenne de 14,36 buts par journée.
La phase aller a vu l'inscription d'un total de 155 buts en 66 matches (2, 34 par match) soit 14,09 buts par journée.
Pour la phase retour, un total de 160 buts en 66 matches (moyenne 2,42 par matches)est inscrit, soit une moyenne de 14,54 buts par journée.

### Leader par journée
La frise suivante montre l'évolution des équipes ayant successivement occupé la première place :

### Lanterne rouge par journée
La frise suivante montre l'évolution des équipes ayant successivement occupé la dernière place :